# Hugh J. Gaffey

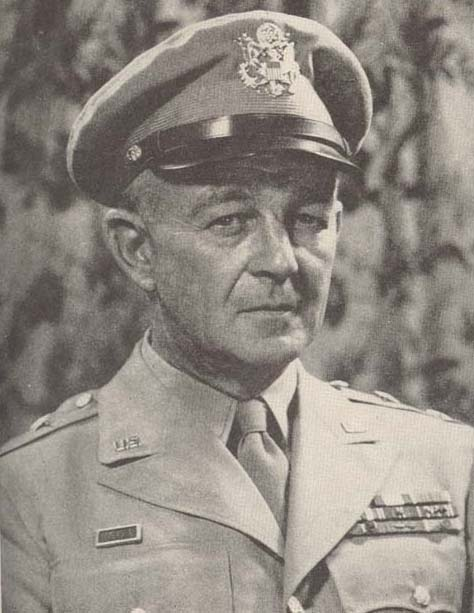
Hugh J. Gaffey

Hugh Joseph Gaffey (* 18. November 1895 in Hartford, Connecticut; † 16. Juni 1946 bei einem Flugzeugabsturz beim Godman Army Airfield bei Fort Knox, Kentucky) war ein Generalmajor der United States Army. Er war unter anderem Kommandeur der 2. und 4. Panzerdivision.
Gaffey besuchte bis 1916 die Worcester Academy in Massachusetts. Über die Officers Training School in Fort Niagara gelangte er im Jahr 1917 in das Offizierskorps des US-Heeres. Dort wurde er als Leutnant der Reserve der Feldartillerie zugeteilt. In der Armee durchlief er anschließend alle Offiziersränge vom Leutnant bis zum Zwei-Sterne-General.
Im Lauf seiner militärischen Karriere absolvierte Gaffey verschiedene Kurse und Schulungen. Dazu gehörten unter anderem die Field Artillery School in Fort Sill in Oklahoma (1926) und das Command and General Staff College in Fort Leavenworth in Kansas.
Im August 1918 wurde er während der Endphase des Ersten Weltkriegs zu den American Expeditionary Forces in Frankreich versetzt, wo er im 12. Feldartillerieregiment, einer der 2. Infanteriedivision unterstellten Einheit, diente. Dort verblieb er auch nach dem Waffenstillstand vom November 1918. Bis zum August 1919 gehörte er zu den Besatzungstruppen in Deutschland.
In den 1920er und 1930er Jahren absolvierte er den für Offiziere in den jeweiligen Rangstufen üblichen Dienst in verschiedenen Einheiten und Standorten. Dazu gehörten auch Aufgaben als Stabsoffizier in verschiedenen Hauptquartieren. Zwischenzeitlich war er Dozent für Militärwissenschaft an der Cornell University.
Im Jahr 1940 war er Stabsoffizier in der Abteilung G3 für Operationen im I. Panzerkorps. Dort verblieb er bis Juli 1942. In diese Zeit fiel der amerikanische Eintritt in den Zweiten Weltkrieg. Danach wurde er zur 2. Panzerdivision versetzt. Diese war später in Nordafrika eingesetzt ohne allerdings in direkte Kampfhandlungen verwickelt zu sein. Gaffey kommandierte damals eine Brigade dieser Division (Combat Command B). Am 5. Mai 1943 erhielt er das Kommando über die 2. Panzerdivision, das er bis zum 17. März 1944 behalten sollte. In dieser Zeit landete die Division bei Licata auf Sizilien. In der Folge war seine Division zusammen mit anderen Einheiten an der Eroberung Siziliens beteiligt. Der Oberkommandierende der Operation und damit auch Gaffeys Vorgesetzter war George S. Patton, der damals den Rang eines Generalleutnants bekleidete. Die 2. Panzerdivision verblieb aber nicht in Italien, sondern wurde nach Großbritannien verlegt. Dort wurde sie für die Landung der Alliierten in der Normandie vorbereitet. Als diese im Juni 1944 stattfand, war Hugh Gaffey bereits nicht mehr Divisionskommandeur. Dieses Amt hatte inzwischen Edward H. Brooks übernommen.
Nach seiner Zeit als Kommandeur der 2. Panzerdivision wurde Gaffey zur 3. Armee versetzt, die inzwischen auch von Generalleutnant Patton kommandiert wurde. Gaffey hatte in jener Zeit das Amt des Stabschefs dieser Armee inne. Er war am Vormarsch Pattons und der 3. Armee durch Frankreich nach Deutschland beteiligt. Im Dezember 1944 bekam er das Kommando über die 4. Panzerdivision, die der 3. Armee unterstand. Diese Division spielte eine wichtige Rolle bei der Abwehr der deutschen Ardennenoffensive. Er behielt sein Kommando mit einer Unterbrechung im Februar 1945 bis Mitte März 1945. Zu diesem Zeitpunkt war die Division weit über den Rhein nach Deutschland vorgedrungen.
Am 17. März 1945 übernahm Hugh Gaffey den Oberbefehl über das XXIII. Corps, das der 15. Armee unterstand und hauptsächlich Besatzungsaufgaben in bereits eroberten Gebieten Deutschlands wahrnahm. Diesen Posten bekleidete Gaffey bis zum August 1945. Anschließend erhielt er das Kommando über die Armored School, die damals in Fort Knox ansässig war. Gleichzeitig erhielt Gaffey auch das Kommando über den Militärstützpunkt Fort Knox. Dort kam er am 16. Juni 1946 bei einem Flugzeugabsturz auf dem Flugplatz Goldman Field ums Leben. Er wurde auf dem Friedhof der Garnison Fort Knox beigesetzt.

## Orden und Auszeichnungen
Gaffey erhielt im Lauf seiner militärischen Laufbahn unter anderem folgende Auszeichnungen:
- Army Distinguished Service Medal
- Silver Star
- Legion of Merit
- Bronze Star Medal